# Boulengeromyrus knoepffleri

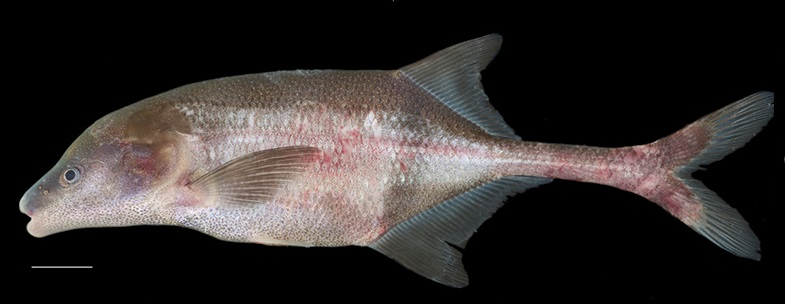
Jüngeres Exemplar

Boulengeromyrus knoepffleri ist ein afrikanischer Süßwasserfisch aus der Familie der Nilhechte (Mormyridae). Sein Verbreitungsgebiet ist auf die Flüsse Ivindo im nordöstlichen Gabun und Ntem in der Grenzregion von Äquatorialguinea, Gabun und Kamerun beschränkt.

## Merkmale
Boulengeromyrus knoepffleri wird maximal 41,3 cm lang. Sein Körper ist langgestreckt und seitlich abgeflacht. Der lange Schwanzflossenstiel ist deutlich vom Rumpf abgesetzt. Seine Länge beträgt 20,1 bis 24,8 % der Standardlänge, seine Höhe 23,1 bis 27,6 % der Länge. Die Schwanzflosse ist tief gegabelt. Die Körperhöhe beträgt 28 bis 30 % der Standardlänge, die Kopflänge 29 bis 33 % der Standardlänge. Die Kopfhöhe beträgt 67 bis 77 % der Kopflänge. Die Schnauze ist nicht rüsselartig verlängert. Ihre Länge beträgt 50 bis 60 % der postorbitalen Kopflänge. Die Kopfoberseite ist gerade, die lange Schnauze zeigt nach unten. Die Kopfunterseite ist konkav. Das Maul ist endständig. In jedem Kiefer findet sich eine Zahnreihe mit 3 bis 5 Zähnen im Ober- und 4 bis 6 im Unterkiefer. Die Nasenöffnungen stehen unterhalb einer gedachten Linie die den unteren Augenrand streift nah zusammen. Die Augen sind klein, ihr Durchmesser beträgt etwa 6,2 bis 11,1 % der Kopflänge. Eine ovale Zone rund um die Augen ist unpigmentiert. Boulengeromyrus knoepffleri ist von tiefvioletter bis metallisch bläulicher Farbe. Eine Zone unterhalb des Kopfes ist weiß. Die vorn stehenden längsten Flossenstrahlen von Rücken- und Afterflosse sind schwarz, die hinteren sind transparent. Die Rückenflosse beginnt leicht vor der Afterflosse. Sie ist ein wenig kürzer. Die Bauchflossen stehen näher zu den langen Brustflossen als zur Afterflosse. Wie alle Nilhechte ist Boulengeromyrus knoepffleri zur Elektrokommunikation und Elektroorientierung fähig. Sein Elektrosignal hat eine einfache zweiphasige Form mit zwei Spitzen und eine durchschnittliche Dauer von 0,39 Millisekunden.
- Flossenformel: Dorsale 23–24, Anale 28–31.
- Schuppenformel: SL57–62, 10–12 Schuppenreihen oberhalb der Seitenlinie, 11 darunter, 12 Schuppen rund um den Schwanzflossenstiel.

## Systematik
Boulengeromyrus knoepffleri ist die einzige Art der damit monotypischen Gattung Boulengeromyrus und die Schwesterart von Ivindomyrus. Die Gattung wurde zu Ehren des britischen Zoologen und Ichthyologen George Albert Boulenger benannt.